# Europeiska inomhusmästerskapen i friidrott 2025
Europeiska inomhusmästerskapen i friidrott 2025 arrangerades mellan den 6 och 9 mars 2025 i Omnisport Apeldoorn i Apeldoorn i Nederländerna. Det var den 38:e upplagan av europeiska inomhusmästerskapen i friidrott.

## Resultat

### Damer
| Gren              | Guld                                                               | Guld                     | Silver                                                              | Silver       | Brons                                                                           | Brons        |
| Löpgrenar         |                                                                    |                          |                                                                     |              |                                                                                 |              |
| 60 meter          | Zaynab Dosso · Italien                                             | 7,01 0VB0, 0NR0          | Mujinga Kambundji · Schweiz                                         | 7,02 0SB0    | Patrizia van der Weken · Luxemburg                                              | 7,06 0=NR0   |
| 400 meter         | Lieke Klaver · Nederländerna                                       | 50,38 EL                 | Henriette Jæger · Norge                                             | 50,45        | Paula Sevilla · Spanien                                                         | 50,99 0=NR0  |
| 800 meter         | Anna Wielgosz · Polen                                              | 2.02,09                  | Clara Liberman · Frankrike                                          | 2.02,32      | Anita Horvat · Slovenien                                                        | 2.02,52      |
| 1 500 meter       | Agathe Guillemot · Frankrike                                       | 4.07,23                  | Salomé Afonso · Portugal                                            | 4.07,66      | Revée Walcott-Nolan · Storbritannien                                            | 4.08,45      |
| 3 000 meter       | Sarah Healy · Irland                                               | 8.52,86                  | Melissa Courtney-Bryant · Storbritannien                            | 8.52,92      | Salomé Afonso · Portugal                                                        | 8.53,42      |
| 60 meter häck     | Ditaji Kambundji · Schweiz                                         | 7,67 0ER0, 0MR0, 0VB0    | Nadine Visser · Nederländerna                                       | 7,72 0NR0    | Pia Skrzyszowska · Polen                                                        | 7,83 0SB0    |
| 4 × 400 m stafett | Nederländerna Lieke Klaver Nina Franke Cathelijn Peeters Femke Bol | 3.24,34 0MR0, 0VB0, 0NR0 | Storbritannien Lina Nielsen Hannah Kelly Emily Newnham Amber Anning | 3.24,89 0NR0 | Tjeckien Lada Vondrová Nikoleta Jíchová Tereza Petržilková Lurdes Gloria Manuel | 3.25,31 0NR0 |
| Hoppgrenar        |                                                                    |                          |                                                                     |              |                                                                                 |              |
| Höjdhopp          | Jaroslava Mahutjich · Ukraina                                      | 1,99                     | Angelina Topić · Serbien                                            | 1,95         | Engla Nilsson · Sverige                                                         | 1,92 0PB0    |
| Stavhopp          | Angelica Moser · Schweiz                                           | 4,80 0SB0                | Tina Šutej · Slovenien                                              | 4,75 0SB0    | Marie-Julie Bonnin · Frankrike                                                  | 4,70         |
| Längdhopp         | Larissa Iapichino · Italien                                        | 6,94 0SB0                | Annik Kälin · Schweiz                                               | 6,90 0NR0    | Malaika Mihambo · Tyskland                                                      | 6,88         |
| Tresteg           | Ana Peleteiro-Compaoré · Spanien                                   | 14,37 EL                 | Diana Ion · Rumänien                                                | 14,31 0PB0   | Senni Salminen · Finland                                                        | 13,99        |
| Kastgrenar        |                                                                    |                          |                                                                     |              |                                                                                 |              |
| Kulstötning       | Jessica Schilder · Nederländerna                                   | 20,69 0VB0, 0NR0         | Yemisi Ogunleye · Tyskland                                          | 19,56        | Auriol Dongmo · Portugal                                                        | 19,26 0SB0   |
| Kombination       |                                                                    |                          |                                                                     |              |                                                                                 |              |
| Femkamp           | Saga Vanninen · Finland                                            | 4 922 EU23R, 0VB0, 0NR0  | Sofie Dokter · Nederländerna                                        | 4 826 0PB0   | Kate O'Connor · Irland                                                          | 4 781 0NR0   |

### Herrar
| Gren              | Guld                                                                      | Guld                   | Silver                                                              | Silver            | Brons                                                                   | Brons        |
| Löpgrenar         |                                                                           |                        |                                                                     |                   |                                                                         |              |
| 60 meter          | Jeremiah Azu · Storbritannien                                             | 6,49 EL, 0PB0          | Henrik Larsson · Sverige                                            | 6,52 0NR0         | Andrew Robertson · Storbritannien                                       | 6,55 0SB0    |
| 400 meter         | Attila Molnár · Ungern                                                    | 45,25                  | Maksymilian Szwed · Polen                                           | 45,31 EU23R, 0NR0 | Jimy Soudril · Frankrike                                                | 45,59 0PB0   |
| 800 meter         | Samuel Chapple · Nederländerna                                            | 1.44,88 0NR0           | Eliott Crestan · Belgien                                            | 1.44,92           | Mark English · Irland                                                   | 1.45,46      |
| 1 500 meter       | Jakob Ingebrigtsen · Norge                                                | 3.36,56                | Azeddine Habz · Frankrike                                           | 3.36,92           | Isaac Nader · Portugal                                                  | 3.37,10      |
| 3 000 meter       | Jakob Ingebrigtsen · Norge                                                | 7.48,37 0SB0           | George Mills · Storbritannien                                       | 7.49,41           | Azeddine Habz · Frankrike                                               | 7.50,48      |
| 60 meter häck     | Jakub Szymański · Polen                                                   | 7,43                   | Wilhem Belocian · Frankrike                                         | 7,45              | Just Kwaou-Mathey · Frankrike                                           | 7,50         |
| 4 × 400 m stafett | Nederländerna Eugene Omalla Nick Smidt Isaya Klein Ikkink Tony van Diepen | 3.04,95 EL             | Spanien Markel Fernández Manuel Guijarro Óscar Husillos Bernat Erta | 3.05,18 0NR0      | Belgien Julien Watrin Christian Iguacel Florent Mabille Jonathan Sacoor | 3.05,18 0SB0 |
| Hoppgrenar        |                                                                           |                        |                                                                     |                   |                                                                         |              |
| Höjdhopp          | Oleh Dorosjtjuk · Ukraina                                                 | 2,34 0VB0, 0PB0        | Jan Štefela · Tjeckien                                              | 2,29              | Matteo Sioli · Italien                                                  | 2,29 0PB0    |
| Stavhopp          | Emmanouil Karalis · Grekland Menno Vloon · Nederländerna 0SB0             | 5,90                   | Ingen medaljör                                                      | Ingen medaljör    | Sondre Guttormsen · Norge                                               | 5,90 0SB0    |
| Längdhopp         | Bozjidar Sarâbojukov · Bulgarien                                          | 8,13                   | Mattia Furlani · Italien                                            | 8,12              | Lester Lescay · Spanien                                                 | 8,12 0SB0    |
| Tresteg           | Andy Díaz · Italien                                                       | 17,71 0VB0             | Max Heß · Tyskland                                                  | 17,43 0SB0        | Andrea Dallavalle · Italien                                             | 17,19        |
| Kastgrenar        |                                                                           |                        |                                                                     |                   |                                                                         |              |
| Kulstötning       | Andrei Toader · Rumänien                                                  | 21,27 0NR0             | Wictor Petersson · Sverige                                          | 21,04             | Tomáš Staněk · Tjeckien                                                 | 20,75        |
| Kombination       |                                                                           |                        |                                                                     |                   |                                                                         |              |
| Sjukamp           | Sander Skotheim · Norge                                                   | 6 558 0ER0, 0MR0, 0VB0 | Simon Ehammer · Schweiz                                             | 6 506 0NR0        | Till Steinforth · Tyskland                                              | 6 388 0NR0   |

### Mixed
| Gren              | Guld                                                                | Guld         | Silver                                                              | Silver  | Brons                                                                     | Brons   |
| 4 × 400 m stafett | Nederländerna Nick Smidt Eveline Saalberg Tony van Diepen Femke Bol | 3.15,63 0MR0 | Belgien Julien Watrin Imke Vervaet Christian Iguacel Helena Ponette | 3.16,19 | Storbritannien Alastair Chalmers Emily Newnham Joshua Faulds Lina Nielsen | 3.16,49 |

## Medaljtabell
*   Värdland ( Nederländerna)
| Nr                   | Nation               | Guld | Silver | Brons | Totalt |
| -------------------- | -------------------- | ---- | ------ | ----- | ------ |
| 1                    | Nederländerna*       | 7    | 2      | 0     | 9      |
| 2                    | Italien              | 3    | 1      | 2     | 6      |
| 3                    | Norge                | 3    | 1      | 1     | 5      |
| 4                    | Schweiz              | 2    | 3      | 0     | 5      |
| 5                    | Polen                | 2    | 1      | 1     | 4      |
| 6                    | Ukraina              | 2    | 0      | 0     | 2      |
| 7                    | Frankrike            | 1    | 3      | 4     | 8      |
| 8                    | Storbritannien       | 1    | 3      | 3     | 7      |
| 9                    | Spanien              | 1    | 1      | 2     | 4      |
| 10                   | Rumänien             | 1    | 1      | 0     | 2      |
| 11                   | Irland               | 1    | 0      | 2     | 3      |
| 12                   | Finland              | 1    | 0      | 1     | 2      |
| 13                   | Bulgarien            | 1    | 0      | 0     | 1      |
| 13                   | Grekland             | 1    | 0      | 0     | 1      |
| 13                   | Ungern               | 1    | 0      | 0     | 1      |
| 16                   | Tyskland             | 0    | 2      | 2     | 4      |
| 17                   | Belgien              | 0    | 2      | 1     | 3      |
| 17                   | Sverige              | 0    | 2      | 1     | 3      |
| 19                   | Portugal             | 0    | 1      | 3     | 4      |
| 20                   | Tjeckien             | 0    | 1      | 2     | 3      |
| 21                   | Slovenien            | 0    | 1      | 1     | 2      |
| 22                   | Serbien              | 0    | 1      | 0     | 1      |
| 23                   | Luxemburg            | 0    | 0      | 1     | 1      |
| Totalt (23 nationer) | Totalt (23 nationer) | 28   | 26     | 27    | 81     |